# Jean-Pierre Allossery
Jean-Pierre Allossery, né le 31 juillet 1945 à Hazebrouck (Nord), est un homme politique français, député du Nord dans la 15e circonscription de 2012 à 2017. Il est également maire d'Hazebrouck.

## Biographie
Élu conseiller général du Nord en 2004, Jean-Pierre Allossery devient vice-président du conseil général après sa réélection en 2011. Maire d'Hazebrouck depuis 2008, il est élu député de la quinzième circonscription du Nord le 17 juin 2012.

## Synthèse des fonctions politiques

### Mandats nationaux

#### Député de la quinzième circonscription du Nord
Jean-Pierre Allossery est élu député dans la 15e circonscription du Nord le 17 juin 2012 pour la XIVe législature.
À l'Assemblée nationale, il est membre du groupe SRC, de la commission des Affaires culturelles et de l'Éducation et de la commission spéciale chargée d'examiner le projet de loi organique relatif à la programmation et à la gouvernance des finances publiques.

### Mandats locaux

#### Maire d'Hazebrouck
Jean-Pierre Allossery est conseiller municipal d'Hazebrouck de 1971 à 1983. Élu de la majorité, il est nommé adjoint au maire chargé des affaires culturelles et des fêtes. La défaite de son groupe aux élections municipales de 1983 le conduit à devenir conseiller municipal d'opposition jusqu'en 2008, année durant laquelle il est élu maire de la ville.
Son mandat de maire d'Hazebrouck le conduit à devenir le président du SCOT de Flandre Intérieure, du SIECF (Syndicat Intercommunal d’électrification des Communes de Flandre) et du Syndicat Mixte du Pays cœur de Flandre
Le 28 mars 2013, un an avant les élections municipales de 2014, il annonce officiellement  qu'il ne conduira pas la liste socialiste et donc qu'il ne sera pas candidat à sa propre succession à la tête de la ville. Il annonce toutefois qu'il n'exclut pas l'idée de faire partie de la future liste qu'il verrait bien conduite par son premier adjoint, Didier Tiberghien. Finalement, en novembre 2013, Didier Tiberghien, premier adjoint chargé des finances, annonce conduire la liste PS sur laquelle Jean-Pierre Allossery figurera en troisième position. Ils devront faire face à une liste conduite par le leader UMP de l'opposition  au conseil municipal, Bernard Matrat, et à deux autres listes, l'une conduite par Jessy Herlen, candidat du Front national, et l'autre dite « apolitique » de tendance centre-droit conduite par Bernard Debaecker. 
Le 23 mars 2014, la liste PS arrive en tête du premier tour de l'élection municipale avec 36,79 % des voix, soit 10 points de plus que la liste de Bernard Debaecker qui, avec 26,28% des voix, crée la surprise en devançant celle de Bernard Matrat qui recueille seulement 20,98 %. La liste FN est quatrième avec 15,93 % des suffrages exprimés. Une semaine plus tard, et à la faveur du retrait de la liste de Bernard Matrat, la liste PS est défaite par celle de Bernard Debaecker. Ce dernier l'emporte avec 44,40 % des suffrages alors que Didier Tiberghien ne recueille que 41 % des voix. Cela n’empêche pas Jean-Pierre Allossery d'être réélu, au côté de Didier Tiberghien, conseiller municipal d'opposition.
Le 6 avril 2014, Jean-Pierre Allossery assiste, à l'occasion du conseil municipal extraordinaire, à l'élection de Bernard Debaecker en tant que maire de la ville. 
Une semaine plus tard, il démissionne du conseil municipal pour se consacrer à sa fonction de député de la 15e circonscription du nord.

#### Conseiller général du canton d'Hazebrouck-Nord
Jean-Pierre Allossery fut élu conseiller général du canton d'Hazebrouck-Nord en 2004, il est alors nommé président de la commission culture-sport-tourisme du conseil général du Nord. Il est nommé vice-président chargé de la jeunesse en 2008. En 2011, il est réélu et devient vice-président chargé de la culture. À la suite de son élection en tant que député de la 15e circonscription du Nord en 2012, il démissionne de son mandat de conseiller général au profit de sa suppléante Stéphanie Bodèle, afin de limiter le cumul des mandats.

## Distinction
- Chevalier de l'ordre des Arts et des Lettres (29 octobre 2021)[7]